# 弗莱恩
弗莱恩是德国巴登-符腾堡州的一个市镇。总面积8.47平方公里，总人口6714人，其中男性3188人，女性3526人（2011年12月31日），人口密度793人/平方公里。